# Luigi Buccico
Luigi Buccico (Napoli, 22 settembre 1933 – Napoli, 29 settembre 1979) è stato un giornalista e politico italiano.

## Biografia
Giornalista professionista, caporedattore alla Rai di Napoli dopo una gavetta all'Avanti!, consigliere ed assessore comunale ai Trasporti e municipalità a Napoli, segretario regionale e deputato del Psi per una legislatura, fu ucciso per motivi passionali la mattina del 29 settembre 1979 davanti al bar Galano di Fuorigrotta. Dopo la sua morte, alla Camera dei deputati venne sostituito da Antonio Carpino.
Si prodigò per la costruzione della Metropolitana di Napoli, e per questo è ricordato con una targa  nella stazione Vanvitelli.